# Karla Poewe

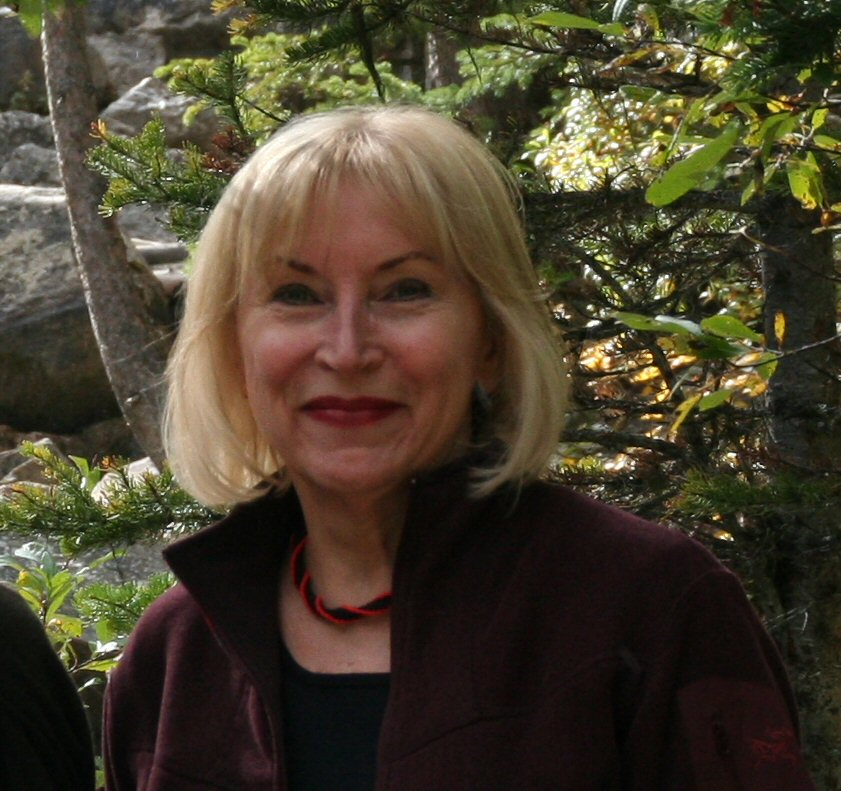
Karla Poewe 2007

Karla Olga Poewe (geb. 1941 in Königsberg, Ostpreußen) ist eine deutsch-kanadische Anthropologin und Historikerin.
Sie ist Autorin von zehn wissenschaftlichen Büchern und von 50 wissenschaftlichen Artikeln in internationalen Journalen. 2017 war Poewe Professor Emerita für Anthropologie an der University of Calgary, Calgary, Kanada und außerordentliche Forschungsprofessorin an der Liverpool Hope University im englischen Liverpool.

## Biografie
Geboren 1941 in Königsberg wurde Poewe im Alter von drei Jahren Flüchtling, nachdem 189 Lancaster Bomber der No. 5 Group der Britischen Royal Air Force in der Nacht vom 26. auf den 27. August 1944 480 Tonnen Bomben auf das Stadtzentrum abgeworfen hatten. Ihre Familie wurde in einen kleinen Ort in Polen transportiert, von wo sie nach wenigen Wochen weiterziehen mussten. Etwa sechs Monate später befand sich die Familie in der Nähe Dresdens, gerade als die Luftangriffe auf Dresden stattfanden. Von Dresden zogen sie nach Plauen in Sachsen und blieben etwa vier Jahre in Werdau. Ihre Mutter und die älteren Schwestern lebten in ständiger Angst vor einer Vergewaltigung durch Soldaten der Roten Armee. Die Geschwister lebten 1947 mehrere Monate in einem Waisenhaus bei Berlin, weil es dort zu essen gab. Dort wurden die Schwestern von der Roten Armee getrennt. Karla Poewe sah ihre Schwestern erst 1995 wieder. 1948 kehrte der Vater aus sowjetischer Kriegsgefangenschaft zurück. Er starb kurz darauf. Nach seinem Tod lief Karlas Mutter mit ihr überwiegend bei Nacht über 250 km, um bei Göttingen in die britische Besatzungszone zu gelangen. Von dort zogen sie in die kleine Stadt Buxtehude. Dort bekam Karla Poewe ihren ersten Schulunterricht. Ihre Erinnerungen an diese Zeit wurden 1988 in dem Buch Childhood in Germany during World War II veröffentlicht.
1955 heiratete ihre Mutter neu und sie wanderten nach Kanada aus. Dort schloss Karla Poewe die Highschool in Toronto ab. Nach mehreren anderen Jobs arbeitete Poewe als Flugbegleiterin bei Trans-Canada Airlines, um Geld für das Studium zusammenzubringen.

## Karriere
Karla Poewe begann an der University of Toronto zu studieren, wo sie mehrere renommierte Stipendien gewann. Ursprünglich wollte sie Medizin studieren, wechselte aber zur Anthropologie. Nach Abschluss ihre B.A. nahm sie an einem Ph.D.-Programm der University of New Mexico teil, wo Harry Basehart ihr Doktorvater wurde. Poewe studierte zusammen mit John Middleton an der New York University und lernte Swahili und Bemba an der University of Wisconsin–Madison. Die Feldforschung für ihre Doktorarbeit unternahm sie in Sambia.
Nach Abschluss ihrer Doktorarbeit unterrichtete sie für ein Jahr an der University of Toronto, bevor sie an die University of Lethbridge in Alberta ging. Sie unternahm mehr Feldforschung in Namibia, finanziert durch das Social Sciences and Humanities Research Council of Canada. Während dieser Zeit veröffentlichte sie ihr erstes Buch „Matrilineal Ideology“ (1981), gefolgt von „Reflections of a Woman Anthropologist“ (1982). Dieses Buch, das ein neues Genre anthropologischen Schreibens einleitete, wurde auf Verlangen des Verlags unter dem Pseudonym Manda Cesara veröffentlicht.
Nachdem Karla Poewe den britisch-kanadischen Religionswissenschaftler Irving Hexham geheiratet hatte, gaben die beiden zusammen die Bücher Understanding Cults and New Religions (1986) und New Religions as Global Cultures (1997) heraus. Poewe begann mit Feldforschung in Südafrika, wo sie das Entstehen der Charismatic Christian Churches und die Beziehung ihrer Mitglieder mit der Apartheid studierte. Diese bahnbrechende Arbeit führte 1993 zu einer Internationalen Konferenz an der University of Calgary zum Thema „Charismatic Christianity as a Global Cultur“, was zur Veröffentlichung eines Buches mit dem gleich Titel führte.
Poewe beendete ihre Feldforschung in Südafrika 1989, nachdem ihr enger Freund Rt. Rev. Londa Shembe, Führer ein eines Zweigs der Zulu African Independent Church amaNazaretha, ermordet wurde und zwei andere Freunde ebenfalls ermordet wurden. Diese Tragödien brachten Poewe dazu, ihr Interesse auf die Rolle der Missionare in Afrika in den Gebieten zu richten, die sie untersucht hatte. Nach dem Fall der Berliner Mauer hatte sie freien Zugriff auf die Archive des Berliner Missionswerks. Während sie 1995 in diesen Archiven forschte, fand sie viel Material über Konflikte zwischen dem Berliner Missionswerk und den Nationalsozialisten. Dieses Material bot die Grundlage für ein neues Projekt zur Rolle der Religionen beim Aufkommen des Nationalsozialismus, das fast zehn Jahre bis zu seinem Abschluss brauchte und zu ihrem letzten Buch New Religions and the Nazis (2006) führte. Derzeit erforscht Poewe die Behandlung deutscher Flüchtlinge am Ende des Zweiten Weltkrieges und interessiert sich für die Auswirkungen der Niederlage auf die Besiegten.

## Werke
- Matrilineal Ideology: Male-Female Dynamics in Luapula, Zambia. 1. Auflage. Academic Press, 1981, ISBN 0-12-558850-X (englisch).
- Manda Cesara (Pseudonym): Reflections of a Woman Anthropologist: No Hiding Place. 1. Auflage. Academic Press, 1982, ISBN 0-12-164880-X (englisch).
- The Namibian Herero: A History of the Psychosocial Disintegration and Survival. 1. Auflage. Edwin Mellen Press, Lewiston, N.Y., USA 1985, ISBN 0-88946-176-7 (englisch).
- Irving Hexham, Karla Poewe: Understanding Cults and New Religions. Eerdmans Pub Co, Grand Rapids, Michigan, USA 1986, ISBN 0-8028-0170-6 (englisch).
- Childhood in Germany During World War II: The Story of a Little Girl. Edwin Mellen Press, Lewiston, N.Y. 1988, ISBN 0-88946-354-9 (englisch).
- Religion, Kinship and Economy in Luapula, Zambia. Edwin Mellen Pr, 1989, ISBN 0-88946-190-2 (englisch).
- Charismatic Christianity as a Global Culture. University South Carolina Press, 1994, ISBN 0-87249-996-0 (englisch).
- Irving Hexham, Karla Poewe: New Religions As Global Cultures: Making The Human Sacred. Westview Press, 1997, ISBN 0-8133-2508-0 (englisch).
- New Religions and the Nazis. 1. Auflage. Routledge, Oxford 2005, ISBN 0-203-50844-0 (englisch).

Wissenschaftliche Artikel (Auswahl)
- Religion, Matriliny, and Change: Jehovah's Witnesses and Seventh-Day Adventists in Luapula, Zambia. In: American Ethnologist. Band 5, Nr. 2, Mai 1978, S. 303–321, JSTOR:643293 (englisch).
- Matriliny and Capitalism: the Development of Incipient Classes in Luapula, Zambia. In: Dialectical Anthropology. Band 3, Nr. 4, 1. Januar 1978, S. 331–347, JSTOR:29789943 (englisch).
- Matrilineal Ideology: The Economic Activities of Women in Luapula, Zambia1 A2 – CORDELL, LINDA S. In: The Versatility of Kinship. Academic Press, 1980, ISBN 978-1-4832-2793-1, S. 333–357, doi:10.1016/B978-1-4832-2793-1.50020-8 (englisch).
- Strange Pain: Textual Expressions From Africa and the Caribbean. In: Anthropology and Humanism Quarterly. Band 10, Nr. 4, 1. Dezember 1985, ISSN 1548-1409, S. 91–99, doi:10.1525/ahu.1985.10.4.91 (englisch).
- On the Metonymic Structure of Religious Experiences: The Example of Charismatic Christianity. In: Cultural Dynamics. Band 2, Nr. 4, 24. Juli 2016, S. 361–380, doi:10.1177/092137408900200401 (englisch).
- Theologies of Black South Africans and the Rhetoric of Peace versus Violence. In: Canadian Journal of African Studies / Revue Canadienne des Études Africaines. Band 27, Nr. 1, 1. Januar 1993, S. 43–65, doi:10.2307/485439, JSTOR:485439 (englisch).
- Rethinking the Relationship of Anthropology to Science and Religion. In: Karla Poewe (Hrsg.): Charismatic Christianity as a Global Culture. University of South Carolina Press, Columbia, South Carolina 1994, ISBN 978-0-87249-996-6, S. 234–258 (englisch).
- From Volk to Apartheid: The dialectic between German and Afrikaner nationalism. In: Ulrich van der Heyden, Heike Liebau (Hrsg.): Missionsgeschichte, Kirchengeschichte, Weltgeschichte: Christliche Missionen im Kontext nationaler Entwicklungen in Afrika, Asien und Ozeanien. 1. Auflage. Franz Steiner Verlag, Stuttgart 1996, ISBN 978-3-515-06732-4, S. 191–213 (englisch).
- Irving Hexham, Karla Poewe: „Verfassungsfeindlich“: Church, State, And New Religions In Germany. In: Nova Religio: The Journal of Alternative and Emergent Religions. Band 2, Nr. 2, 1. Januar 1999, S. 208–227, doi:10.1525/nr.1999.2.2.208 (englisch).
- Scientific neo‐paganism and the extreme right then and today: From Ludendorff ‘s Gotterkenntnis to Sigrid Hunke's Europas Eigene religion. In: Journal of Contemporary Religion. Band 14, Nr. 3, Oktober 1999, S. 387–400, doi:10.1080/13537909908580877 (englisch).
- The Spell of National Socialism: The Berlin Mission’s Opposition to, and Compromise with, the Völkisch Movement and National Socialism: Knak, Braun, and Weichert. In: Ulrich van der Heyden, Jürgen Becher (Hrsg.): Mission und Gewalt: Der Umgang christlicher Missionen mit Gewalt und die Ausbreitung des Christentums in Afrika und Asien in der Zeit von 1792 bis 1918/19. 1. Auflage. Franz Steiner Verlag, Stuttgart 2000, ISBN 978-3-515-07624-1, S. 268–290 (englisch).
- Politically Compromised Scholars, or What German Scholars Working under Missions, National Socialism, and the Marxist-Leninist German Democratic Republic Can Teach Us. In: American Anthropologist. Band 103, Nr. 3, 2001, S. 834–837, JSTOR:683629 (englisch).
- Liberalism, German Missionaries, and National Socialism: Diedrich Westermannm, Martin Jäckel, and Jakob Wilhelm Hauer. In: Ulrich van der Heyden, Holger Stoecker (Hrsg.): Mission und Macht im Wandel politischer Orientierungen: Europäische Missionsgesellschaften in politischen Spannungsfeldern in Afrika und Asien zwischen 1800 und 1945. 1. Auflage. Franz Steiner Verlag, Stuttgart 2005, ISBN 978-3-515-08423-9 (englisch).